# Palicourea moensis
Palicourea moensis är en måreväxtart som först beskrevs av Nathaniel Lord Britton och Percy Wilson, och fick sitt nu gällande namn av Attila L. Borhidi. Palicourea moensis ingår i släktet Palicourea och familjen måreväxter. Inga underarter finns listade i Catalogue of Life.